# Josef Bašek
Josef Bašek (6. února 1868 Pulice – 25. listopadu 1914 Nyíregyháza) byl český malíř - krajinář, žák Julia Mařáka na malířské Akademii v Praze.

## Život
Josef Bašek se narodil v obci Pulice do rodiny zahradníka Jana Baška. Po absolvování obecné školy pokračoval ve studiu na rychnovském a královéhradeckém gymnáziu, kde byl jeho spolužákem František Kaván. Vzhledem ke svému talentu nastoupil na pražskou malířskou Akademii, kde studoval ve školních letech 1890/91–1892/93 v krajinářské škole prof. Julia Mařáka.
Po opuštění studia na pražské Akademii z rodinných a materiálních důvodů vstoupil do c.k. rakousko-uherské armády. I jako aktivní důstojník projevoval nadále kladný vztah k výtvarnému umění. Celoživotně trpěl tuberkulózou, byl proto superarbitrován a vykonával funkci vojenského skladníka v Brzezanech v Haliči. Zřejmě v r. 1905 navštívil skupinu malířů okolo Ant. Slavíčka v Kameničkách. Tato návštěva však podle vzpomínek Otakara Nejedlého skončila ošklivou hádkou završenou tasením šavle.
Podle vzpomínek dlouholetého přítele (Národní listy, 27. 9. 1915) byl J. Bašek uzavřené samotářské povahy a "rád maloval měsíční noci, soumraky, osvětlená okénka, ranní šero, mlhavé krajiny, tající sněhy - vše co bylo melancholické". O dovolené s oblibou cestoval na jih do Bašky a k Dubrovníku. Nějaký čas působil jako učitel kreslení na kadetní škole v Temešváru nebo ve Vídni. Ve Vídni vystavoval Bašek ve spolku Dürer (1905), v Secessi (1906) a následně pravidelně v Künstlerhausu. Opakovaně vystavoval v německých městech - Mannheim, Düsseldorf, Drážďany a Karlsruhe. V roce 1908 představil svá díla v Římě a také v Brně. 
Na Jubilejní výstavě ve Vídni v r. 1908 vystavil obraz Měsíčná zimní noc a následně v Praze Při slunce západu.
Občas také vystavoval v ukrajinských Červnovicích a měl soubornou výstavu v Towarzystwu sztuk pieknych ve Lvově v r. 1911. Příležitostně obesílal vánoční výstavy Jednoty umělců výtvarných. Souborně vystavuje v Chrudimi (v Průmyslové museu) v lednu a únoru 1913 a následně v květnu v Hořicích. Ve stejném roce vystavuje i na mezinárodní výroční výstavě s Krasoumnou jednotou. Ku příležitosti výstavy v Chrudimi byl vydán katalog s reprodukcemi obrazů Niedziela v zimie a Wieczór jesienny. 
Zlatá Praha reprodukuje jeho obrazy Únorové jitro (18. 2. 1910) a Měsíční svit (24. 3. 1911). Památník národního písemnictví v Praze má v držení jeho menší obraz Kaplička u Hradce Králové.
Josef Bašek zemřel ve vojenské nemocnici v uherské Nyíregyháze 25. listopadu 1914, podle oficiální zprávy i vyjádření přítele na tuberkulózu plic. Dle dobového tisku (Zlatá Praha, 4. 12. 1914) zemřel na následky zranění, což je zřejmě chybná informace.

## Galerie

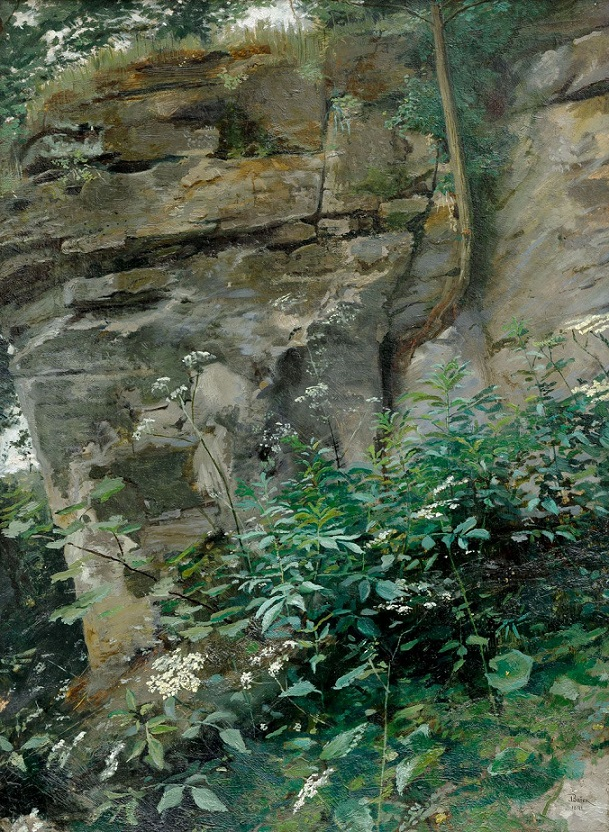
Josef Bašek Ve skaliskách (1891)
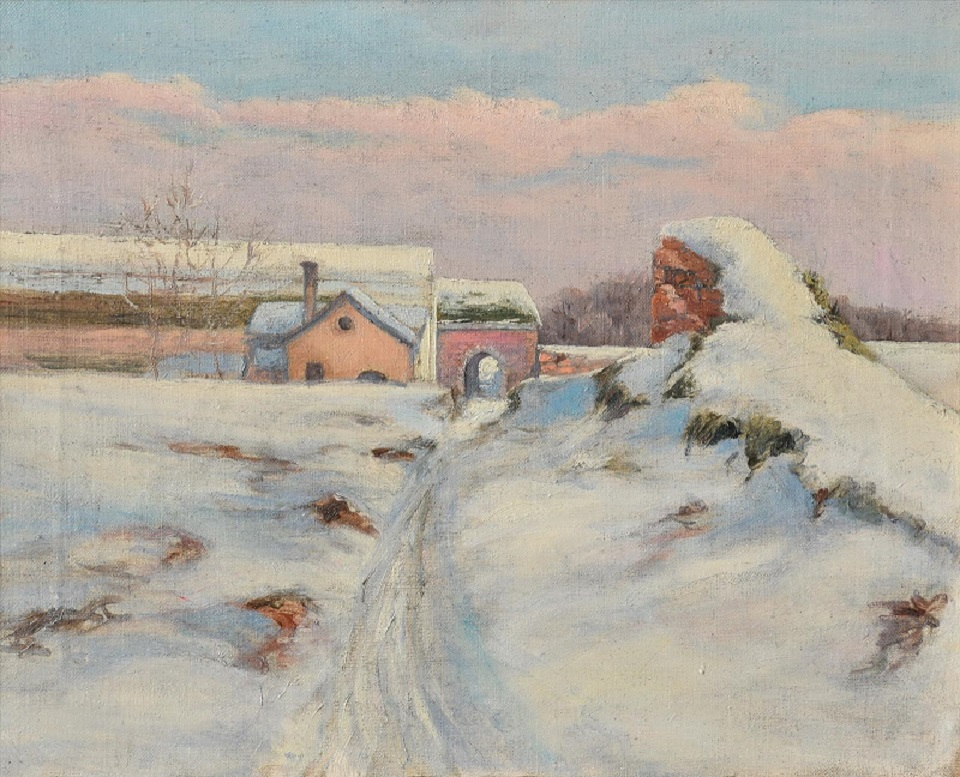
Josef Bašek Zima
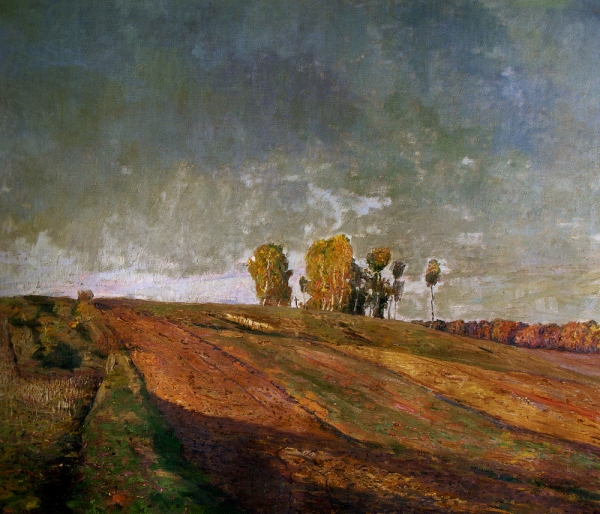
Josef Bašek Z kraje podzimu (1906)
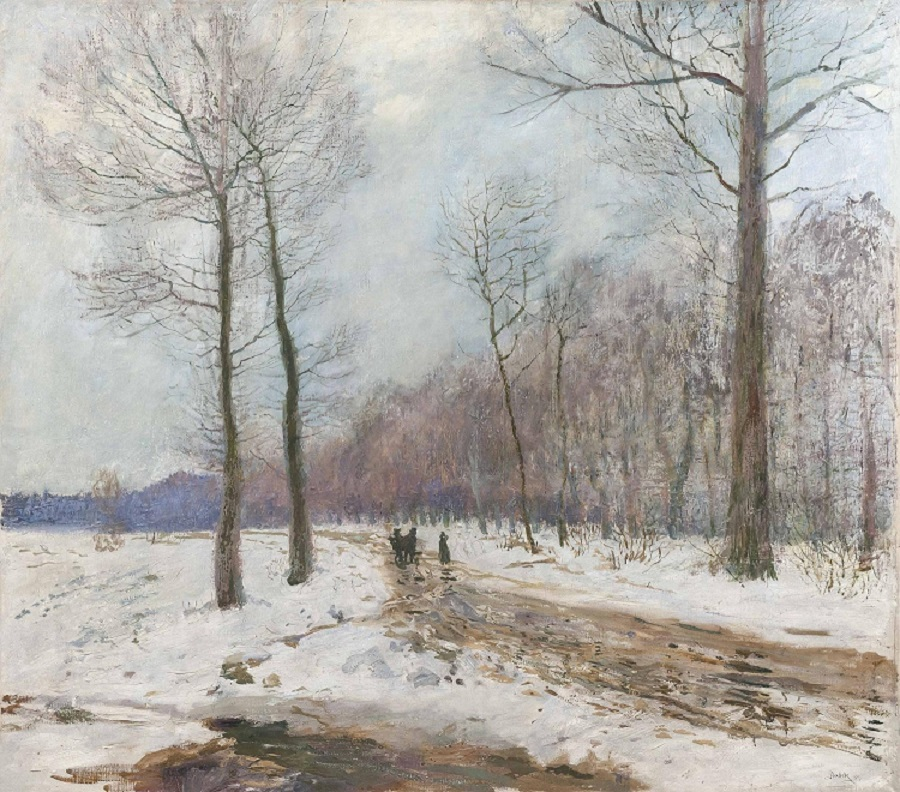
Josef Bašek Jarní tání (tempera, 1909)
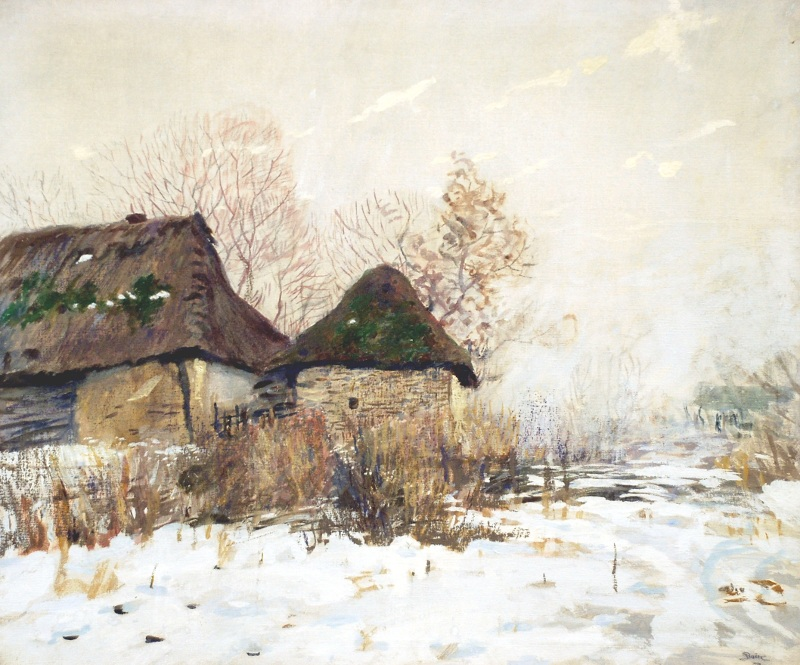
Josef Bašek Únorové jitro (tempera, 1909)
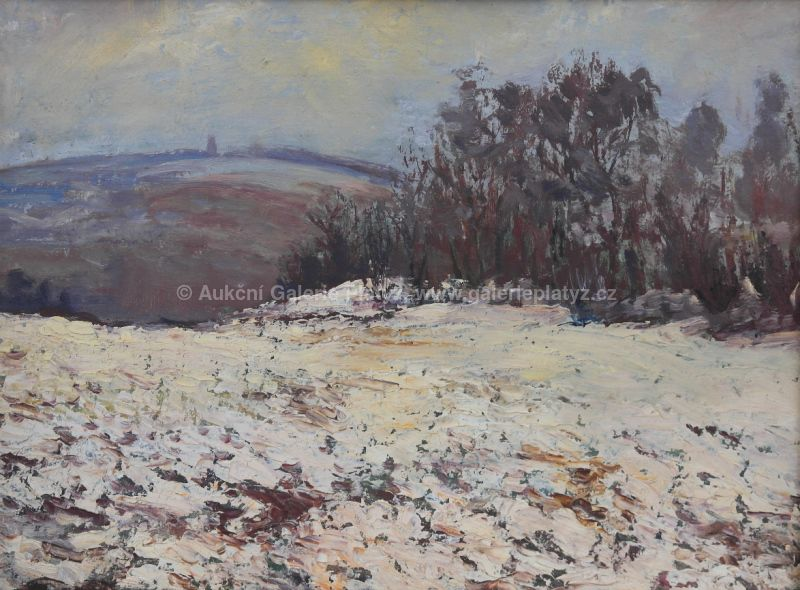
Josef Bašek Zimní imprese (po roce 1910)
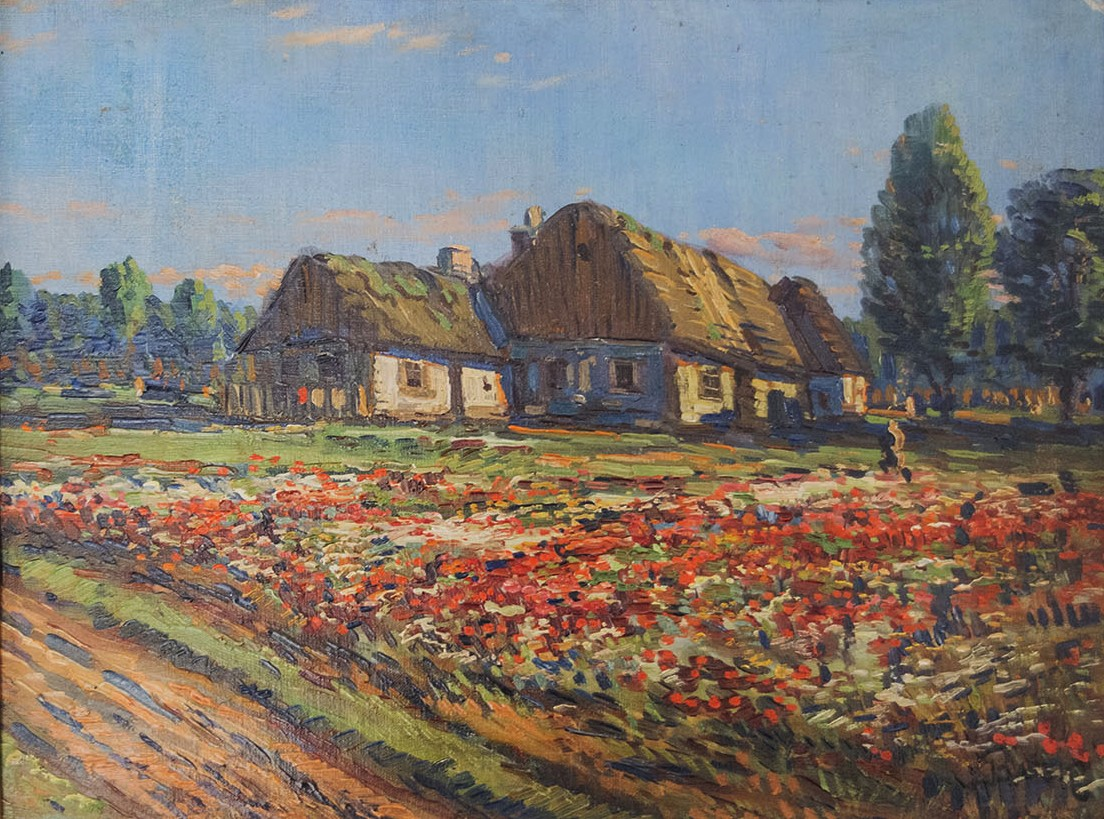
Josef Bašek Venkovská letní krajina
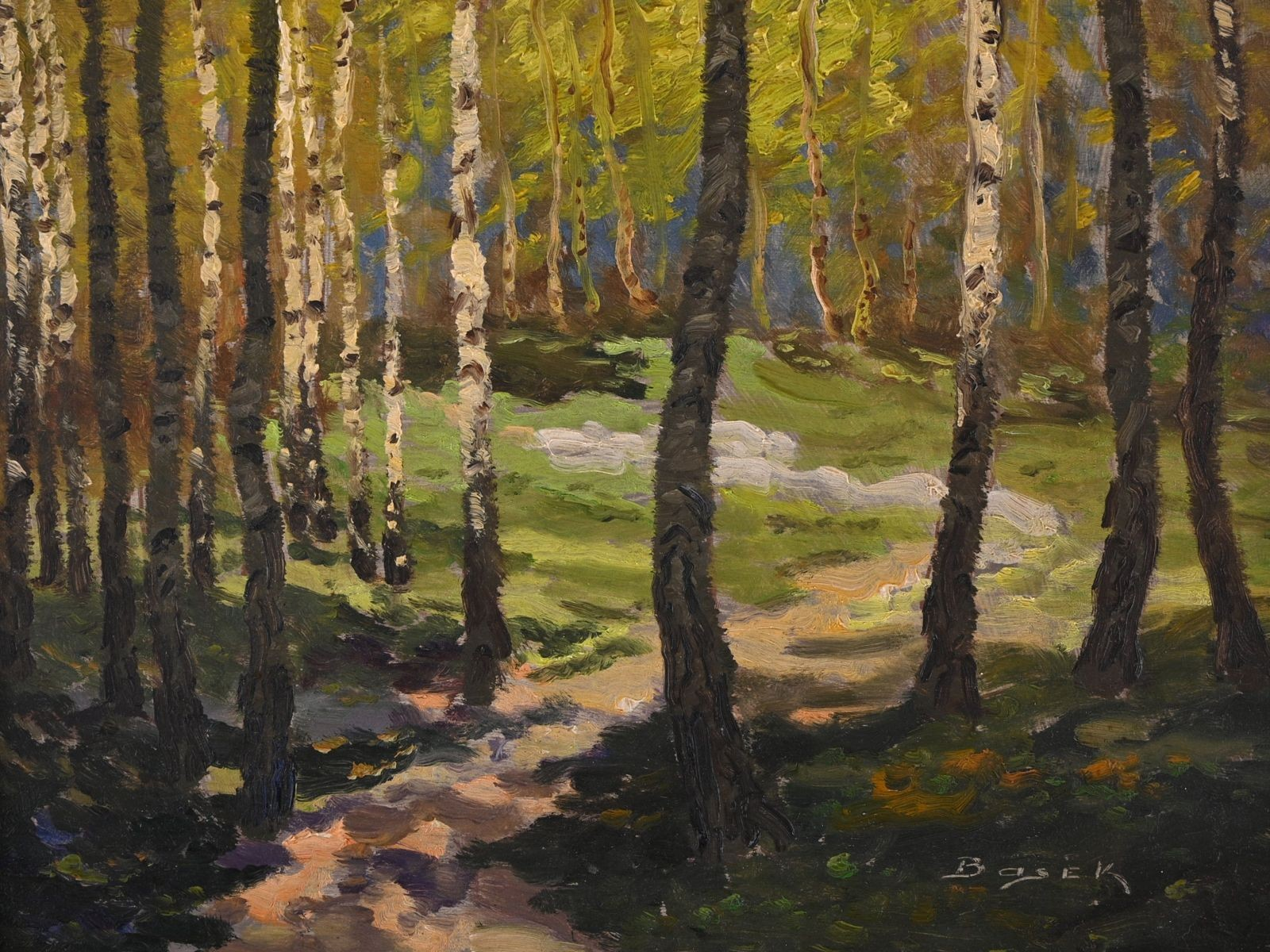
Josef Bašek Březový háj